# Hagen, Gagnefs kommun
Hagen är en småort i Floda socken i Gagnefs kommun belägen utefter södra sidan av Västerdalälven nedströms kyrkan i Dala-Floda. 
I byn finns Wålstedts Ullspinneri, som tillverkar ullgarn för textilhantverk. I Hagen odlas ekologiska grönsaker som säljs i Wålstedts gårdsbutik.